# Michal Černigovský
Michail Vsevolodovič Černigovský (asi 1185 – 20. září 1246) byl ruský kníže z černigovské větve dynastie  Rurikovců.  Byl zabit z příkazu chána Zlaté hordy, a později  kanonizován pravoslavnou církví jako kníže mučedník.  Jeho syn  Rostislav, bán mačevský, se oženil s uherskou princeznou Annou, dcerou krále Bély IV. Jejich dcera Kunhuta Uherská se provdala za českého krále Přemysla Otakara II. a porodila mu syna Václava a dvě dcery. Michail Vsevolodovič Černigovský byl tedy pradědečkem českého krále Václava II.

## Vláda
Během svého života vládl jako veliký kníže kyjevský (1236–1240, 1240, 1241–1243), perejaslavský (1206), novgorodsko-severský (1219–1226), černigovský (1223–1235, 1242–1246), novgorodský (1225–1226, 1229–1230) a haličský (1235–1236).
Dle archeologických nálezů procházel za jeho období Černigov obdobím předtím nepoznané prosperity, což naznačuje, že jednou z oblastí, na něž se Michailova pozornost zaměřovala, byl obchod. Částečně i zájmy v obchodní sféře jej vedly k dočasnému získání Haliče a Kyjeva, dvou významných center ležících na obchodní cestě mířící z rýnské oblasti a Uher do Černigova. Vyjednal též obchodní dohody a politická spojenectví s Poláky a Uhry. Snížil daňové zatížení Novgorodu a povolil jeho obyvatelům větší politickou svobodu.
V době na počátku mongolské invaze byl jedním z nejmocnějších rurikovských knížat. Historici mu vytýkají, že v důsledku jeho neschopného vedení se nepodařilo spojit rurikovská knížata v boji proti mongolským nájezdníkům. Ovšem v daných podmínkách to byl téměř neproveditelný čin. Na druhé straně byli Rurikovci znesváření a neustále mezi sebou bojovali o některá knížectví, například o Novgorod. Halič nebo Kyjev. V době, kdy Mongolové drancovali sevevýchodní Rus, vedli Michail Vsevolodovič, Jaroslav Vsevolodovič ze suzdalské větve dynastie a další knížata boj o veliké knížectví kyjevské. Roku 1238 veliký kníže Jaroslav odjel do suzdalsko-vladimirského knížectví, aby se ujal obnovy zničené země a Michail se konečně zmocnil Kyjeva a stal se velikým knížetem kyjevským. 
O dva roky později dorazili Mongolové ke Kyjevu. Letopisec vypráví, že chán  Möngke  byl tak udivený krásou Kyjeva, že se rozhodl  ušetřit ho zničení. Poslal do města, své posly, kteří knížete Michaila vyzvali, aby město vydal bez boje. Obyvatelé Kyjeva  to však odmítli, neboť se obávali, že jde o lest. Následně kníže Kyjev opustil a ponechal ho svému osudu stejně jako předtím Černigov.  Tak to bylo původně zapsáno v Ipaťjevském letopisu, jehož autor nebyl Michailu Vsevolodoviči příliš nakloněn.
Teprve v pozdějším letopisectví se objevila informace, že Michail poručil mongolské posly zabít. Pokud by se tak skutečně stalo, byl by to nejen důvod pro to, aby kníže obležené město raději opustil, ale mohlo to také být příčinou jeho pozdější smrti v Hordě. 

## Smrt a prohlášení za svatého
Zemřel v Saraji, hlavním městě mongolské Zlaté hordy, spolu s jedním ze svých bojarů Fjodorem. Chán Bátú je přikázal oba zabít, protože  se prý odmítli podřídit na jeho dvoře mongolským obyčejům. Roku 1549 byli  prohlášeni kanonizačním sněmem v Moskvě za světce a mučedníky.
| „                           | Bátú mu řekl: „Skloň se před vírou našich předků.“ Michail odpověděl: „Jelikož nás Bůh za naše hříchy vydal do vašich rukou, klaníme se ti a ctíme tě. Ale před vírou tvých předků a před tvým rouhačským příkazem se neskloníme.“ Bátú se rozběsnil jako líté zvíře, poručil Michaila zabít a hanebný bezbožník Doman Putivlec to učinil. Spolu s Michailem byl zabit i jeho bojar Fjodor. Zemřeli jako mučedníci a přijali mučednickou korunu od Krista. | “ |
| — Haličsko-volyňský letopis | |   |

Později se stali známými jako Černigovští mučedníci nebo též Černigovští divotvůrci.

## Potomci
1. manželství ∞ Jelena Romanovna, dcera haličského a volyňského knížete Romana Mstislaviče
- Feodula Michailovna (1212–1250)
- Rostislav Haličský (asi 1225–1262) [4]
- Marie Michailovna (? – 7./9. prosinec 1271)
- Roman Michailovič (asi 1218 – po 1288 / po 1305)[4]
- Mstislav Michailovič (1220–1280)[4]
- Simeon Michailovič, kníže glukovský a novosilský
- Jurij Michailovič, kníže toruský a brijanský